# 穢多

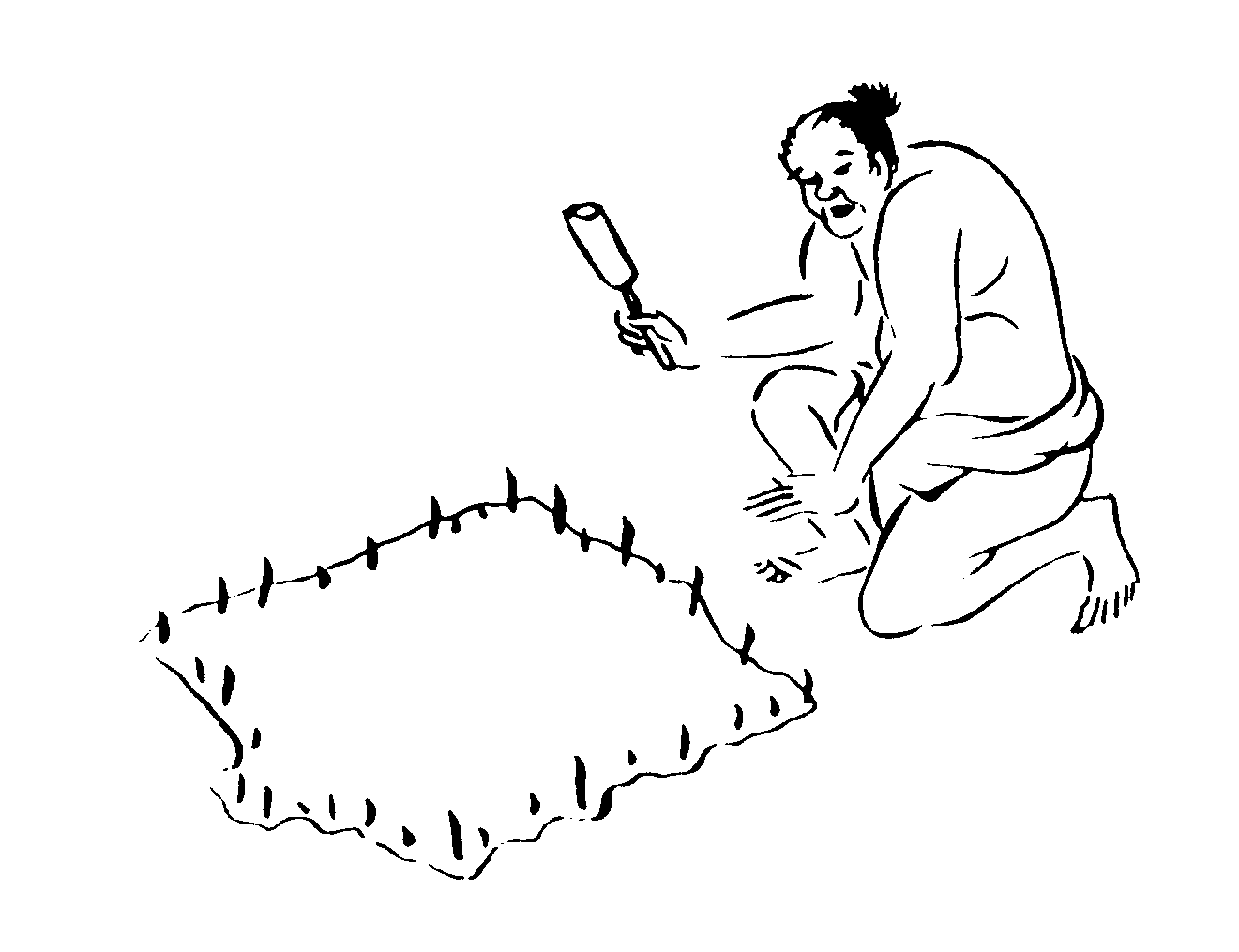
正在鞣皮的穢多，出自《七十一番職人歌合》

穢多（日语：／〔〕）乃是日本中世紀時代兩種部落民之一，受到日本佛教與神道中「污穢」觀念影響，對於「較污穢的工作」、「較污穢的人（罪人）維生的行業」的稱呼。穢多的起源不明，有人推測是逃亡的農民，後來變成從事皮革加工的「部民」；亦有人認為是對於非人身分的俗稱，源自古代被征服的奴隷。雖然穢多的起源有各式各樣的說法，但是跟非人的差別為世襲制，子女必須繼承父母的職業。

## 關於階級制之議論

### 編入階級統治的解釋
穢多乃成形於平安時代、確立於江戶時代，雖然該稱呼廢止於明治時代，但現代日本人對此蔑稱帶有「士農工商之外的最下層身分」的歧視。關西大學講師上杉聰認為，鎌倉時代奈良和京都對於穢多便出現歧視，室町時代的歷史文獻更出現「不要跟卑賤者結婚，一旦弄髒血液的話就無法乾淨，穢多的子女永遠還是穢多」等歧視性字句。京都大學名譽教授、歷史學者朝尾直弘則認為，「士和農工商之間存有極大的身分差異，大體上農工商三者同列，也可視為平民百姓的統稱。至於更下級則有稱為『穢多、非人』的階層，因此士、農工商、『穢多、非人』三種階層間存在明顯巨大的分隔線」。

### 非編入階級統治的解釋
不過，也有人認為幕府為了政治的考量劃分「士農工商穢多非人」等階級的說法是毫無根據的。日本史學者田中圭一提出：「本來士農工商就是職業的劃分，用此事來區隔身分是愚蠢的」。

## 名稱的由來
日本文獻上首見「穢多」一詞乃永仁4年（1296年）的《天狗草紙繪卷》，編纂於承平5年（935年）的第一部類書《和名類聚抄》將「屠兒」訓讀成「惠止利（えとり）」，解釋則是「屠宰牛馬之肉作為鷹雞之餌」。建治元年（1275年）稻荷山的經尊法橋獻給北條實時的語源辭書《名語記》也記載著：「住在河灘邊、食用牛馬的人為穢多（ゑた）」、「穢多乃餌取也，屠兒等同穢多」。同時期的另一本類書《[塵袋] 错误：{{Lang-xx}}：拉丁字母轉寫第 1 個字元「塵」不是拉丁字母。（帮助）》則記錄：「根本上餌取乃以肉塊作為餵食鷹之餌」；正保元年（1644年）以降的江户幕府公文則開始出現這個詞。由這些文獻記錄可知，穢多本為飼育鷹之主鷹司取餌之職業，後來轉換成對屠夫的總稱。受到佛教戒殺生和神道忌血污的思想所及，對於殺生這種多污穢的工作遂以「穢多」稱之。
時至今日，有人以片假名稱呼，某些地方甚至出現（即讀成「穢多法師」）的歧視稱呼。2011年1月5日奈良縣御所市所設立的水平社博物館展出「日韓合併」的展覽期間，發生了抗議者以稱呼，結果鬧進法庭之事件。

## 職業

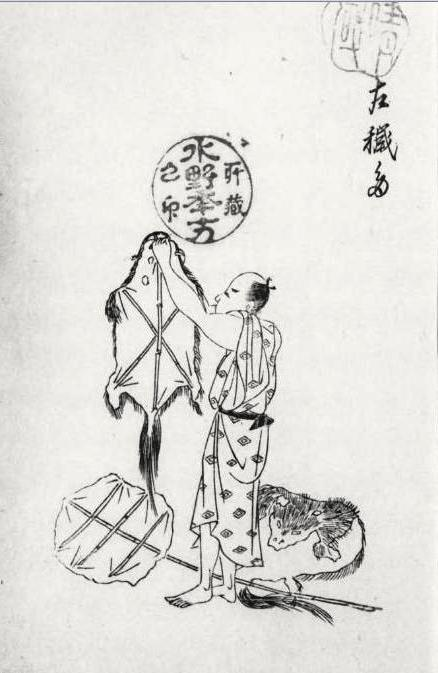
穢多，出自《江戶職人歌合》

穢多的職業從日本中世紀以來逐漸成形，直到江戶幕府時期甫確立其制度。仁德天皇時便以鷹捕捉其他鳥類，大寶元年制定的《大寶令》設置主鷹司，為了餵食鷹鳥，開始出現屠宰餌料之人。到了奈良時代穢多的原形亦曾見諸史料，此時代初期編纂的《播磨國風土記》〈飾磨郡大野里〉記載「惠多」一詞。鎌倉時代的《天狗草紙繪卷》出現「穢多」一詞，描繪著著四條河灘上的穢多小孩抓住天狗化身之鳶，將之扭斷頸部殺害後處理其屍肉的畫面；身旁另一個小孩試圖以網捕捉另一隻鳶。
平安時代中期《延喜式》雖然規定須供上豬、鹿之肉給天皇，可是受到佛教禁殺生的思想影響，蔑視屠夫的風氣也逐漸散播。這些人群居於京都鴨川河灘沙洲的小屋，從事其他人避之唯恐不及的賤業。因為沙洲靠近下鴨神社，為了避免遭受穢氣波及，《延喜式》特別規定該神社南面附近禁止濫僧、屠夫居住。「濫僧」即非人法師，本為平民但因無法忍受國司的苛政，出家脫離原籍。平安時代中期的公卿三善清行曾以《意見十二箇條》上書給醍醐天皇云：「今天下之民三分之二乃禿首者（意指濫僧）」，可見當時濫僧和屠夫仍有所區隔。這些人也有從事打掃街道的工作，被稱作淨人（きよめ）。《壒囊鈔》記載：居住在河灘者稱作穢多，也被稱作坂者、散所者，其中以清水坂（位於今京都市東山區）比較出名。清水坂的坂者受到祇園感受院所屬的犬神人（清掃神社內污穢或動物屍體的下級神官）召喚，在延喜寺僧兵出兵之際擔任先鋒。派駐到各部落警戒時接受居民給予的報酬，坂者的頭目也被稱作長吏法師。各長吏法師圈繩定界，擁有自己的勢力範圍，寬元年間曾發生清水坂和奈良坂的長吏相互爭執的情事。
成書於明應9年（1500年）的《七十一番職人歌合》，其中第三十六番即描繪正在鞣皮的穢多，其形象為打赤膊、束髮、赤腳。直至戰國時代，皮革成為鎧甲與馬具的主要原料，從事皮革加工相關人員被納入軍需產業而受到保護。甚至曾有東日本的大名為了增加領地內的軍事需求，特地自西日本延請穢多過來定居的例子。江戶時代確立鎖國政策，禁止東南亞輸入皮革製品，造成皮革來源不足。為此，殺牛宰馬的工作受到嚴格的控制，各農村配置穢多以便獲得皮革來源。這些穢多多半居住在農村外不適合農業耕作的河川兩側，後來逐漸被稱呼為（漢字寫成皮田、皮多、川田、革多、革田、河田等）。例如《慶長播磨國圖》記載的地區多達48處，《攝津國圖》中也出現7處記載成「皮田」、「皮多」、「川田村」、「河原村」、「村」的地方；寬永21年（1644年）《河内國更池村文書》第一卷〈河州丹北郡之内更池村家數人數萬改帳〉改用「河田」表示穢多。
演變到後來，處理擊斃牛馬（禁止屠殺）、獸皮加工、皮革製品的製造販售、祭禮的清掃工作、表演物品（包含藝人）的管理、草履雪駄、燈芯、筬（需要高度技術的紡織機零件）、竹精細加工等物品的製造販售……等，這些職業變成了由穢多寡占的家業。此外關東地方的淺草彈左衛門乃由非人管理，故雖然皆稱穢多，卻東、西有別。17世紀後半以降，各幕藩領主遂定調以稱呼穢多，各地的公文書類則記成皮多、皮田等。甚至像廣島藩到幕末為止，皆以「革田」作為指稱穢多的公家用語。
到了明治4年8月28日（1871年10月12日）頒布解放令，廢止穢多、非人之身分和稱呼，同時此二者也喪失死牛馬取得權與前段所述長期寡占之職業，於是陷入經濟困頓。加上解放令一併廢除地租改正、徴兵令、學制、村請制度等，引發民眾強烈反彈，終致發展成解放令反對一揆，各地有許多穢多、非人遭受襲擊。

## 其他國家
印度種姓制度中的賤民（又稱達利特人）和日本的穢多一樣，也是處理皮革、屍體的低下階層。他們被視為不可接觸的人，絕對禁止與其他種姓接觸，甚至常發生賤民因接觸其他種姓而遭到虐待、殺害的事情。在韓國，李氏朝鮮時代開始確立「八般私賤」中白丁為最卑下者。不過1910年日韓合併，大日本帝國廢除身分制度、導入戶籍制度；加上1950年爆發朝鮮戰爭，受到大規模的人口移動以及戶籍資料遺失等影響，許多人原本的身分階級不明。現在韓國的不平等階級待遇已漸漸消失，但仍有人在吵架爭論時以「白丁」羞辱對方。

## 外部連結
- 東京の被差別部落 （页面存档备份，存于）（日語）